# 中村里美 (シンガーソングライター)
中村 里美（なかむら さとみ）は日本のシンガーソングライター、映画プロデューサー。東京都出身。

## 人物・来歴
アメリカの学校・教会等で日本文化の紹介と原爆フィルム『にんげんをかえせ』『ピカドン』等の上映を行い、ヒロシマ・ナガサキの被爆者のメッセージを伝える日米協力草の根ボランティアプロジェクト「ネバー・アゲイン・キャンペーン」第1期生として1986年に渡米。１年間で２８０箇所でプレゼンテーションを行い、広島の中国放送によって当時の様子が撮影されたドキュメンタリー番組「ヒロシマってなぁに？」が放映される。
1990年、アメリカでヒロシマ・ナガサキの被爆者のメッセージを伝えた体験記「アメリカにだって伝えちゃえ」（汐文社）を出版。日本国外の人向け情報誌「ひらがなタイムズ」編集長に就任し、異文化間の相互理解をテーマに活動。４頁の無料配布からスタートした同雑誌は、その後全国流通を通り、世界80カ国に読者を広げ「NTTタウン誌大賞」受賞。編集長と企画営業・流通チーフを経て1998年に独立。８カ国の多国籍出演者が被爆体験と母国の戦争体験を日本語で伝える朗読劇「トンボが消えた日」の企画・プロデュースを行う。
2008年より、シンガーソングライターとして歌と語りでヒロシマ・ナガサキを伝える「いのちの音色」全国ライブ公演活動をスタート
。2010年秋、米国ワシントンの財団法人カーネギー地球物理学研究所にて、広島市長のメッセージを届け、広島平和記念公園の被爆アオギリの種から育った被爆アオギリ２世の植樹を行い、海外初のライブを行う。
1986年の米国上映行脚の時から交流を深め、ライブの中で被爆体験の朗読をしていたアオギリの語り部と呼ばれた沼田鈴子を追ったドキュメンタリー映画の撮影を2011年よりスタートするが、同年７月に沼田鈴子が亡くなる中、その後は劇映画として企画を練り直し、製作を開始する。2013年夏に映画「アオギリにたくして」は完成し、劇場公開がスタート。日本全国での自主上映活動が行われている。「アオギリにたくして」は、沼田鈴子の8７歳の最後の誕生日に中村里美が捧げた歌で、映画のタイトルともなり、主題歌として映画の最後に流れている。ミューズの里「アオギリにたくして制作委員会」は、第1回JASRAC音楽文化賞を受賞。2016年６月に海外初の上映がアメリカからスタートしている。
2017年2月には、第２作目の企画・製作・プロデュース作品となるドキュメンタリー映画「かけはし」が劇場公開されている。

## 作品リスト
映画
- 映画『アオギリにたくして』（企画・製作・統括プロデューサー・主題歌・挿入曲）
- 映画『LAST LOVE／愛人』（歌）
- ドキュメンタリー映画『かけはし』（企画・製作・統括プロデューサー・主題歌・挿入曲）

著書
- 「アメリカにだって伝えちゃえ」（汐文社）
- 日英対訳・絵本「おりづるにのって」（ほんの木）

CDアルバム
- 映画「アオギリにたくして」サントラ盤CDアルバム
- ドキュメンタリー映画「かけはし」サントラ盤CDアルバム
- CDアルバム「いのちの音色」等